# Abdallah al-Battal
Abdallah al-Battal —en árabe: عبدالله البطل u «Abdallah el Héroe»; † 740 en Akroinon—  fue un guerrero musulmán de las guerras árabo-bizantinas libradas durante el siglo VIII. Participó en varias de las campañas emprendidas por el Califato Omeya contra el Imperio bizantino. Los hechos históricos sobre su vida son escasos, pero una amplia pseudo-histórico y legendaria tradición creció alrededor de él luego de su muerte y, se convirtió en una figura famosa de la literatura épica de los árabes y turcos.